# Tedżen
Tedżen (turkm. Tejen) – miasto w południowym Turkmenistanie, w wilajecie achalskim, na pustyni Kara-kum, nad rzeką Tejen, na wysokości 161 m n.p.m., siedziba etrapu. W 2022 roku liczyło ok. 67,5 tys. mieszkańców. 
Miasto położone jest drodze samochodowej i linii kolejowej (kolej transkaspijska) z Mary do Aszchabadu. W latach 1990. otwarto połączenie kolejowe przez przejście kolejowe w Sarahsie do Meszhedu w Iranie.